# Finca Roja
La finca Roja és un edifici residencial construït el 1933 a l'illa de cases delimitada pels carrers de Jesús, Marvà, Albacete i Maluquer, en la zona de l'eixample denominada Quart-Extramurs de la ciutat de València. Representa el cas més exemplar de construcció d'habitatges barats per a obrers en ple eixample burgés, i rep influències del Pla Cerdà, entre d'altres.
El projecte presentat per Enric Viedma i Vidal al concurs convocat per la Caja de Previsión Social del Reino de Valencia resultà guanyador el 1929. Aquest concurs estava destinat a la construcció d'habitatges per a obrers acollint-se a la llei de Cases Barates de 1925. Destaca el plantejament urbanístic en illa de cases tancada amb pati interior, accessible des de l'exterior gràcies als vestíbuls passants i bucs d'escales, tenint així un doble accés i que té els seus orígens en el Pla Cerdà de Barcelona. Al pati interior, s'obrien locals comercials i habitatges, i havia de servir com a zona d'esbargiment i de descans, en un intent socialitzador de vida comunitària, seguint la línia de la ideologia radical-socialista de la Viena austromarxista. Aquest parentesc amb les Hofë fetes a la Viena de Dollfuss és clar, fins i tot en la composició de volums i la seua capacitat expressiva.
L'edifici demostra els coneixements que tenia Viedma de l'arquitectura que es feia aleshores a la resta d'Europa. Concretament, de l'expressionisme holandés de l'escola Wendingen i les obres de Michel de Klerk. Aquest expressionisme holandés o de l'escola d'Amsterdam es reflecteix en la utilització del maó roig vist, ben aparellat, la conjunció de masses i volums, el tractament de la coberta, les torres, els bow-windows, l'ornamentació de terra cuita (vidriada o del mateix aspecte que el maó) i amb panells decoratius prefabricats, etc.
La finca Roja té 378 unitats residencials degudes a l'existència d'una gran profunditat edificable, que permeté a Viedma definir dos tipus d'habitatge: els que recauen als carrers exteriors i els altres al gran pati interior. La presència de deu grups residencials entre mitgeres i quatre xamfrans desiguals (que tenen dos, quatre, cinc i sis habitatges per planta, incloent-ne la baixa), fa que existisquen 55 variacions en la distribució sobre un programa base de 90-100 metres quadrats, amb les seues dependències articulades mitjançant llargs i trencats corredors en els xamfrans; mentre que en les mitgeres són rectes i curts (tres dormitoris, cuina, menjador amb xemeneia, bany amb inodor independent, sala i vestíbul). La idea de modernitat, higiene i confort es fa palesa en tot l'edifici, amb ascensors, ventilació correcta, banys i cuines complets, persianes americanes, entre altres elements.
Aquesta obra anuncia l'acceptació de l'arquitectura valenciana del racionalisme als anys trenta. Enric Viedma forma part del grup d'arquitectes anomenats racionalistes heterodoxos, arquitectes que s'uneixen per introduir-hi la modernitat, però que es veuen marginats pel procés generador de la nova arquitectura. Aquests arquitectes gaudien d'un alt reconeixement pel seu bon treball i la seua extracció burgesa, i seran els qui introduiran, amb dificultats, i de poca durada, el moviment modern i els seus llenguatges racionalistes i expressionistes a València.